# Elymnias samarana
Elymnias samarana är en fjärilsart som beskrevs av Schröder och Colin G.Treadaway 1980. Elymnias samarana ingår i släktet Elymnias och familjen praktfjärilar. Inga underarter finns listade i Catalogue of Life.